# Barriopsis
Barriopsis es un género de hongos de ubicación incierta en la familia Botryosphaeriaceae. Fue descripto en 2008.